# Довгоший
Довгоший (Trematodon) — рід мохів, що належать до родини Bruchiaceae.
Вперше цей рід був описаний Андре Мішо.
Рід має космополітичне поширення.